# Ultratop
Ultratop è l'organizzazione che stila le classifiche musicali nel Belgio.
Esistono diverse classifiche con il nome Ultratop:
- Ultratop 50 Singles - Fiandre
- Ultratop 50 Singles - Vallonia
- Ultratop 200 Albums - Fiandre
- Ultratop 200 Albums - Vallonia
- Ultratip 100
- Ultratip 50
- Ultratop 10 Music DVDs
- Ultratop 30 Dance
- Ultratop 20 Mid Price
- Ultratop 20 Compilaties
- Ultratop 50 Alternative Albums
- Flemish top 10
- Ultratop 20 Belgian Albums

## Ultratip
Sono inoltre stilate anche le "Ultratip" (chiamata anche "Tipparade" e abbreviata semplicemente in "Tip"), classifiche basate, oltre che sulle vendite dei singoli, anche sul loro airplay radiofonico nella determinata regione. L'Ultratip delle Fiandre ha 100 posizioni, mentre quella della Vallonia ne ha 50.

## Record

### Fiandre

#### Artiste femminili col maggior numero di album alla prima posizione
1. Madonna (7 album)
2. Céline Dion (6 album)
3. Taylor Swift (5 album)